# Manuela Kormann
Manuela Maria Kormann, coniugata Netzer (Berna, 7 dicembre 1976), è una giocatrice di curling svizzera.

## Biografia
Partecipò ai XX Giochi olimpici invernali edizione disputata a Torino, (Italia) nel febbraio del 2006, riuscendo ad ottenere la medaglia d'argento nella squadra svizzera con le connazionali Mirjam Ott, Valeria Spälty, Michèle Moser e Binia Beeli.
Nell'edizione la nazionale svedese ottenne la medaglia d'oro, la canadese quella di bronzo.